# سیب‌زمینی‌کار

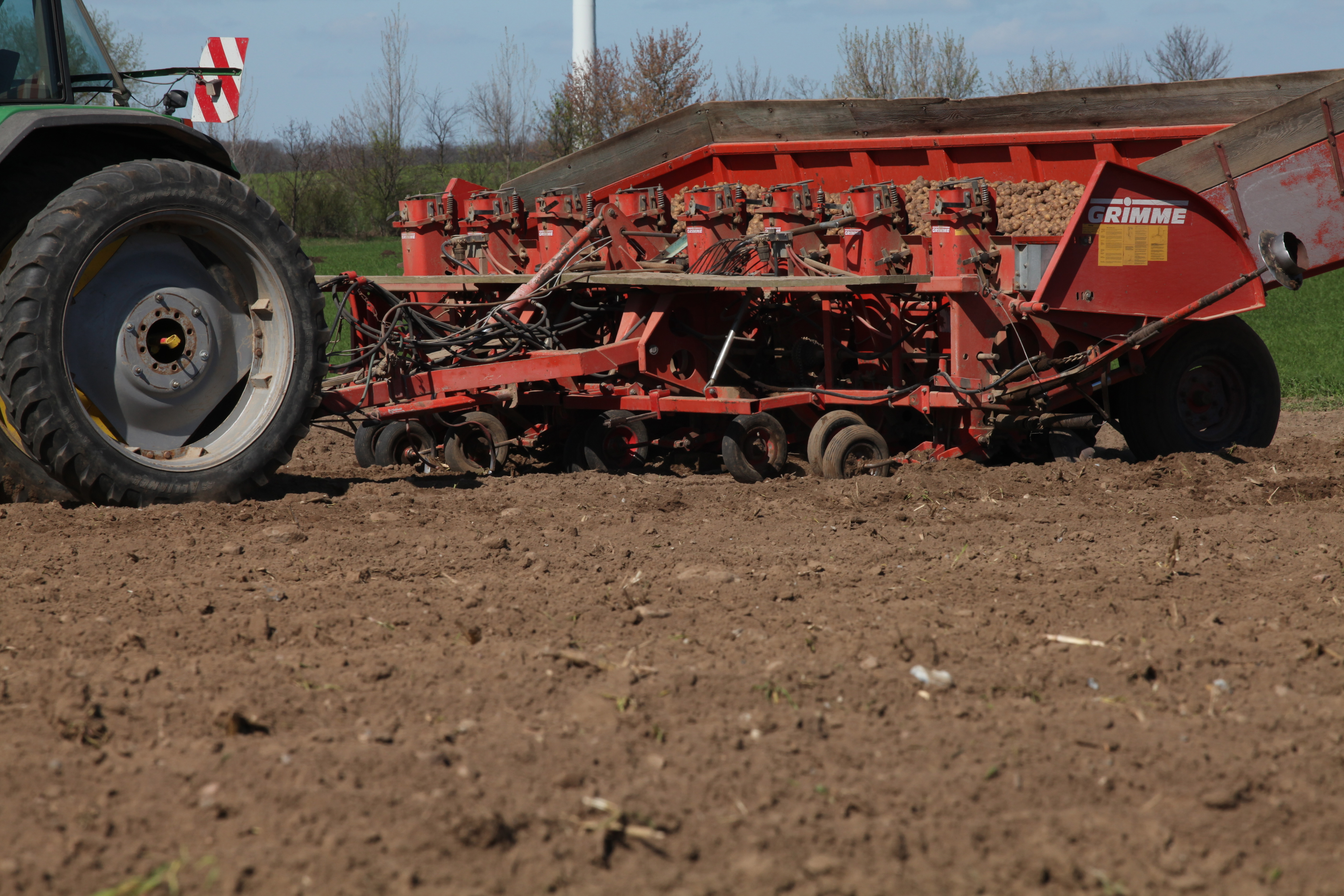
سیب‌زمینی کار مدرن، با ۸ ردیف

سیب‌زمینی کار، (به انگلیسی: Potato planters) گونه‌ای از ماشین‌آلات کشاورزی است، که برای کاشت غده‌های سیب‌زمینی استفاده می‌شود.
ماشین‌های سیب‌زمینی کار، از نظر ساختار، از یک یا چند ردیف تشکیل می‌شوند و از نظر مکانیزم کاشت، به دو نوع نیمه خودکار و خودکار طبقه‌بندی می‌شوند. در نوع نیمه خودکار، سیب زمینی توسط دو کارگر، به قیف تقسیم‌کننده انداخته می‌شود، ولی در نوع خودکار، این عمل توسط دستگاه متصل به تراکتور، انجام می‌گیرد. 
بوسیله دستگاه‌های سیب‌زمینی کار، می‌توان سیب زمینی‌ها را به‌همراه کود، در فاصله معین روی ردیف، در عمق مطلوبی از خاک قرار می‌دهند و روی بذر و کود را می‌پوشانند. 